# Pera (família)
Pera era un nom de família de la gens Júnia.
Membres destacats de la família van ser:
- Dècim Juni Pera, cònsol el 266 aC
- Marc Juni Pera, cònsol el 230 aC.